# Katalánské knížectví
Katalánské knížectví (katalánsky Principat de Catalunya, latinsky Principatus Cathaloniae, okcitánsky Principat de Catalonha, francouzsky Principauté de Catalogne, kastilsky Principado de Cataluña) byla středověká a raná moderní politická entita na severovýchodním Pyrenejském poloostrově. Během většiny své historie to bylo v dynastickém spojení s aragonským královstvím, které společně tvořilo aragonskou korunu. Mezi 13. a 18. stoletím byla ohraničena Aragonským královstvím na západě, Valencijským královstvím na jihu, Francouzským královstvím a feudálním pánem Andorry na severu a Středozemním mořem na východě. Termín Katalánské knížectví zůstal v užívání až do druhé španělské republiky, kdy jeho použití klesalo kvůli jeho historickému vztahu k monarchii. Dnes, termín Principat (knížectví) je používán primárně se odkazovat na autonomní společenství Katalánska ve Španělsku, jak odlišný od jiných katalánských zemí a obvykle včetně historické oblasti Roussillon v jižní Francii.

## Historie
První zmínka o Katalánsku a Kataláncích se objevuje v Liber maiolichinus de gestis Pisanorum illustribus, pisánské kronice (psaná mezi lety 1117 a 1125) o dobytí Mallorky společnou silou Italů, Katalánců a Occitánců. V té době Katalánsko ještě neexistovalo jako politický útvar, i když se zdá, že použití tohoto termínu uznává Katalánsko jako kulturní nebo geografickou entitu.
Kraje, které nakonec tvořily Katalánské knížectví, byly sjednoceny pod vládou hraběte z Barcelony. V roce 1137 byla oblast Barcelony sjednocena pod vládou jedné dynastie s Aragonským královstvím, čímž se fakticky dovršil středověký vývoj zemí Aragonské koruny. Aragonie i Katalánsko si však zachovaly svou vlastní politicko-správní strukturu a právní tradice a v následujících stoletích se rozvíjely odděleně. Pod Alfonsem II. Aragonským (vládl 1164–1196) bylo Katalánsko poprvé považováno za právnickou osobu. Termín Katalánské knížectví se však oficiálně nepoužíval až do 14. století, kdy se objevuje na území ovládaném katalánskými soudy.

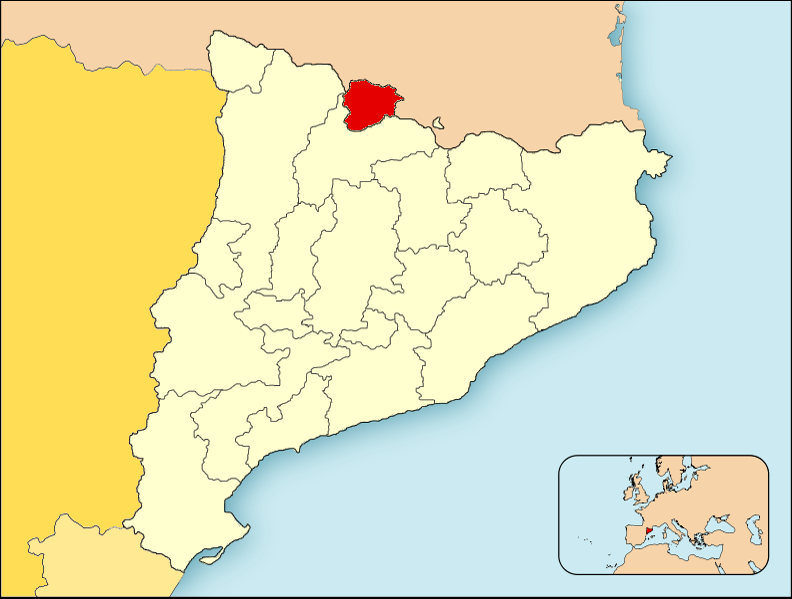
Knížectví v letech 1659–1716 (Andorra červeně)

Institucionální systém Katalánska se vyvíjel v průběhu staletí a v jeho rámci vznikly správní orgány (jako jsou soudy, Generalitat nebo Consell de Cent, stejně jako stavovská legislativa, jejichž prostřednictvím došlo omezování královské moci a k zajištění stávajícího politického modelu. Katalánsko přispělo k dalšímu rozvoji obchodu v monarchii i armády, zejména jejího námořnictva. Katalánský jazyk vzkvétal a expandoval, když byla do Koruny přidána další území, včetně Valencie, Baleárských ostrovů, Sardinie, Sicílie, Neapole a Athén, což představuje thalasokracii, tedy vládu napříč Středomořím. Krize 14. století, konec vlády barcelonského domu (1410) a občanská válka (1462–1472) oslabily roli knížectví v korunách a v mezinárodních záležitostech.
Manželství Ferdinanda II. Z Aragonie a Isabely I. z Kastilie v roce 1469 položilo základy španělské monarchie. V 1492 začala španělská kolonizace Americas a politická síla se postupně přesouvala do Kastilie . Napětí mezi katalánskými institucemi a korunou spolu s rolnickými vzpourami vyvolalo Reapersovu válku (1640–1659). Pyrenejským mírem došlo ke ztrátě Roussillonu, který byl postoupen Francii. Během války o španělské dědictví (1701–1714) podporovala aragonská koruna arcivévodu Karla Habsburského . Po kapitulaci Barcelony v roce 1714 král Filip V. Bourbonský, inspirovaný francouzským modelem, zavedl absolutismus a sjednocující správu napříč Španělskem a nařídil vyhlášky Nueva Planta pro každou říši Aragonské koruny, která potlačila hlavní katalánskou korunu, Aragonské, valencijské a mallorské politické instituce a práva a jako provincie je podřídila pod správu Kastilské koruny. Katalánské knížectví však zůstalo jako správní jednotka až do ustanovení španělské provinční divize roku 1833, která Katalánsko rozdělila na čtyři provincie.

## Symbolika

katalánské vlajky
prapor na obchodní mapě z roku 1213
vlajka Katalánska
svatojiřská vlajka užívaná Generalitatem a jeho armádou
stará vlajka Barcelony (na některých mapách značící Katalánsko)
vlajka Barcelony (na některých mapách značící Katalánsko)

znak
znak Aragonské koruny, Barcelonská dynastie
novověký znak Aragonské koruny a Katalánska
svatojiřský kříž užívaný Generalitatem
Barcelonská dynastie coby katalánská knížata, užíván do 18. století
Katalánská knížata, druhá varianta, užíván do 18. stol.